# Agustín Hernández
Agustín Hernández Fernández de Rojas (/aɣusˈtin ɛɾˈnãndɛθ fɛɾˈnãndɛð ðe ˈroxas/) est un homme politique espagnol né le 31 mars 1961 à Madrid, membre du Parti populaire (PP).
Il est conseiller à l'Environnement de la Junte de Galice entre 2009 et 2014, puis maire de Saint-Jacques-de-Compostelle jusqu'en 2015.

## Jeunesse, formation et vie professionnelle
Agustín Hernández Fernández de Rojas naît le 31 mars 1961 à Madrid.
Il est ingénieur des voies, canaux et ports formé à l'université polytechnique de Madrid. Vivant dans la région de Saint-Jacques-de-Compostelle à partir de 1992, il s'installe six ans plus tard dans le secteur de Pontepedriña.
Cette même année 1998, il devient directeur général des Travaux publics de la Junte de Galice, au sein du département (consellería) de la Politique territoriale. Il passe ensuite dans le privé, puis revient dans la fonction publique en 2008, au poste de directeur des Infrastructures de la députation provinciale de Pontevedra.

## Parcours politique

### Conseiller de la Junte de Galice
Lors des élections parlementaires galiciennes du 1er mars 2009, Agustín Hernández est élu député de Pontevedra au Parlement de Galice.
Le 20 avril suivant, il est nommé conseiller à l'Environnement, au Territoire et aux Infrastructures dans le premier gouvernement d'Alberto Núñez Feijóo, prenant la tête d'un super-département qui réunit ceux des Infrastructures, de l'Environnement, et du Logement existant dans le gouvernement précédent. Sa nomination suscite des critiques car lorsqu'il était directeur général, il a attribué des marchés publics à des entreprises du BTP pour lesquelles il a ensuite travaillé.
Il est reconduit dans ses fonctions à la suite des élections anticipées du 21 octobre 2012 dans le gouvernement Feijóo II, assermenté le 3 décembre suivant.

### Maire de Saint-Jacques-de-Compostelle
Lorsque le maire de Saint-Jacques-de-Compostelle Ángel Currás (es) annonce sa démission le 10 juin 2014, il révèle qu'il sera remplacé par Agustín Hernández, qui occupait la dernière position sur la liste des candidats aux élections municipales de 2011. Il démissionne le 18 juin suivant du gouvernement galicien, cédant sa place à la directrice de l'Agence des infrastructures, Ethel Vázquez (gl).
Le 8 juillet suivant, il est effectivement élu maire de la capitale territoriale par le conseil municipal, devenant le troisième premier édile de la ville depuis le scrutin de 2011, dans ce qui avait été jusqu'à présent un bastion électoral de la gauche. Hors l'hôtel de ville, une centaine de personnes, soutenues par le Bloc nationaliste galicien (BNG) qui boycotte la session, manifestent contre son élection. Sont présents à sa prise de fonction le vice-président de la Junte Alfonso Rueda, la conseillère Ethel Vázquez, le délégué du gouvernement espagnol et les présidents des députations de la La Corogne et Pontevedra.
Afin d'assurer un conseil municipal complet après un certain nombre de démissions, Agustín Hernández fait nommer par le PP de manière discrétionnaires sept conseillers municipaux non-élus, comme la sénatrice María Jesús Sáinz et plusieurs hauts fonctionnaires de son ancien département exécutif. Le Parti socialiste ouvrier espagnol (PSOE) et le Bloc nationaliste déposent un recours contre ces désignations, qui est rejeté le 18 juillet par le tribunal supérieur de justice. Le 13 mai 2015, le Tribunal suprême, saisi par le PSOE, confirme la légalité des nominations effectuées par Agustín Hernández.

### Échecs électoraux en 2015 et 2019
Aux élections municipales du 24 mai 2015, la liste Compostela Aberta de Martiño Noriega arrive en tête avec dix conseillers municipaux sur vingt-cinq, contre neuf à celle du PP. Le 13 juin, Agustín Hernández cède son bâton de maire (bastón de mando) à Martiño Noriega, qui a reçu douze voix sur vingt-cinq, contre neuf au maire sortant et quatre abstentions.
Devenu porte-parole du groupe du PP au conseil municipal et député provincial, il est à nouveau candidat tête de liste lors des élections municipales du 26 mai 2019. Il remporte seulement huit conseillers, ce qui constitue le pire résultat du PP depuis 1979, tandis que l'ancien maire Xosé Sánchez Bugallo (es) donne la victoire au Parti socialiste avec dix édiles.

### Après la vie municipale
Le 2 septembre 2019, Agustín Hernández est proposé pour prendre la présidence du Conseil économique et social de Galice. Il succède dans cette fonction à Corina Porro, nommée déléguée territoriale de la Junte à Vigo. Il démissionne trois jours plus tard du conseil municipal de Saint-Jacques-de-Compostelle.